# Šťastnou cestu
Šťastnou cestu (v originále Bon Voyage) je francouzský hraný film z roku 2003, který režíroval Jean-Paul Rappeneau. Snímek měl světovou premiéru dne 16. dubna 2003.

## Děj
Je červen 1940. Frédéric sní o tom, že se stane spisovatelem. Je obviněn ze zločinu, který nespáchal, uteče z vězení s pomocí malého násilníka, kterého následuje do Bordeaux. Frédéric si bude muset vybrat mezi slavnou herečkou a vášnivou studentkou, mezi politiky a násilníky, mezi bezstarostností a dospělostí.

## Obsazení
| Isabelle Adjaniová  | Viviane Denvers                       |
| Virginie Ledoyen    | Camille                               |
| Yvan Attal          | Raoul                                 |
| Grégori Derangère   | Frédéric Auger                        |
| Gérard Depardieu    | Jean-Étienne Beaufort, ministr vnitra |
| Peter Coyote        | Alex Winckler, německý špión          |
| Jean-Marc Stehlé    | profesor Kopolski                     |
| Aurore Clément      | Jacqueline de Lusse                   |
| Xavier de Guillebon | Brémond                               |
| Édith Scob          | paní Arbesault                        |
| Michel Vuillermoz   | pan Girard                            |
| Nicolas Pignon      | André Arpel                           |
| Nicolas Vaude       | Thierry Arpel                         |
| Pierre Diot         | Maurice                               |
| Pierre Laroche      | učenec                                |
| Morgane Moré        | učencova dcera                        |
| Olivier Claverie    | mistr Vouriot                         |
| Wolfgang Pissors    | tajný agent                           |
| Ambre Rochard       | dívka                                 |

## Ocenění
- Festival romantických filmů v Cabourgu: nejlepší režie
- César: nejlepší kamera (Thierry Arbogast), nejlepší výprava (Jacques Rouxel a Catherine Leterrier), nejslibnější herec (Grégori Derangère); nominace v kategoriích nejlepší kostýmy (Catherine Leterrier), nejlepší režie (Jean-Paul Rappeneau), nejlepší střih (Marilyne Monthieux), nejlepší film, nejlepší filmová hudba (Gabriel Yared), nejlepší zvuk (Pierre Gamet, Jean Goudier a Dominique Hennequin), nejlepší herec ve vedlejší roli (Yvan Attal) a nejlepší původní scénář nebo adaptace (Patrick Modiano a Jean-Paul Rappeneau)